# Ryjkonosowate
Ryjkonosowate, ryjkonosy, długouszki, ryjoskoczkowate, ryjoskoczki (Macroscelididae) – jedyna występująca współcześnie rodzina ssaków w obrębie rzędu ryjkonosowych (Macroscelidea).

## Zasięg występowania
Rodzina obejmuje gatunki występujące wyłącznie na kontynencie afrykańskim.

## Morfologia
Długość ciała 8,5–32 cm, długość ogona 8,2–27 cm; masa ciała 19–750 g.

## Systematyka
Do rodziny należą następujące występujące współcześnie podrodziny:
- Rhynchocyoninae Gill, 1872
- Macroscelidinae Bonaparte, 1837

Opisano również kilka podrodzin wymarłych:
- Metoldobotinae Simons, Holroyd & Bown, 1991[9] – jedynym przedstawicielem był Metoldobotes stromeri Schlosser, 1910
- Mylomygalinae Patterson, 1965[10] – jedynym przedstawicielem był Mylomygale spiersi Broom, 1948
- Myohyracinae Andrews, 1914[11]
- Namasenginae Senut & Pickford, 2021[12] – jedynym przedstawicielem był Namasengi mockeae Senut & Pickford, 2021